# Jan Thomæus
Jan Gustav Thomæus, född 29 mars 1918 i Lund, död 28 januari 1991 i Antibes, Frankrike, var en svensk skriftställare, tecknare, målare och teckningslärare.
I sin ungdom arbetade Thomæus bland annat som kontorist, banktjänsteman, fångkonstapel och layoutman. Han studerade vid Tekniska skolan 1940–1945 där han utexaminerades som teckningslärare. Därefter bedrev han självstudier i Danmark, Frankrike, Spanien och Italien. Han arbetade som teckningslärare på Viggbyholmsskolan och på Skå, vilket ledde till att han studerade barnpsykologi.
Thomæus var representerad i utställningen Tecknare i Folket i bild som visades på De Ungas salong i Stockholm 1947 och han medverkade i Nationalmuseums utställning Unga tecknare 1948–1949. Som illustratör illustrerade han bland annat Gérard de Nervals bok Aurelia och Knut Hagbergs Konsten att äta, dessutom medverkade han som tecknare i tidskrifterna Folket i bild och All världens berättare. Han skrev artiklar om konst i bland annat Vi, Paletten och Röster i radio samt utgav ett flertal böcker. Han var anlitad som expert av Unesco i Indien och var en period verksam vid Socialpedagogiska seminariet i Stockholm.
Thomæus var son till tidningsmannen Gustave Thomæus och textilkonstnären Dagmar Johnson. Han var gift med Bergljot Lund, men de skilde sig 1974.